# Margaret Hogan
Margaret Hogan –conocida como Maggie Hogan– (Filadelfia, 1 de enero de 1979) es una deportista estadounidense que compitió en piragüismo en la modalidad de aguas tranquilas. Ganó una medalla de bronce en el Campeonato Mundial de Piragüismo de 2015, y una medalla de bronce en los Juegos Panamericanos de 2011.

## Palmarés internacional
| Campeonato Mundial   | Campeonato Mundial   | Campeonato Mundial | Campeonato Mundial |
| Año                  | Lugar                | Medalla            | Competición        |
| -------------------- | -------------------- | ------------------ | ------------------ |
| 2015                 | Milán (Italia)       | Medalla de bronce  | K1 1000 m          |
| Juegos Panamericanos |                      |                    |                    |
| Año                  | Lugar                | Medalla            | Competición        |
| 2011                 | Guadalajara (México) | Medalla de bronce  | K2 500 m           |